# Heinrich August Bilabel
Heinrich August Bilabel (* 7. August 1831 in Edesheim, Landkommissariat Landau, bayrischer Rheinkreis im heutigen Bundesland Rheinland-Pfalz; † 23. Oktober 1913 in Heidelberg) war zwischen 1875 und 1884 Oberbürgermeister der Stadt Heidelberg.

## Leben
Über die Jugend und Ausbildung von Bilabel geben die vorhandenen Quellen keinen Aufschluss. Er wurde am 7. August 1831 in Edesheim im damals bayerischen Rheinkreis geboren. Am 28. April 1875 wurde er in Heidelberg zum neuen Stadtoberhaupt gewählt. Dabei führte er den Titel eines Oberbürgermeisters, der ab 1832 von der badischen Staatsregierung zugunsten der Amtsbezeichnung Erster Bürgermeister abgeschafft worden war und der nun wieder eingeführt wurde.
In seiner Amtszeit wurde die bisherige Alterthums-Commission in Commission für die Geschichte der Stadt Heidelberg umbenannt. Bilabel wurde stellvertretender Vorsitzender dieser Kommission. Im Jahr 1879 kaufte die Stadt mit Hilfe des Rechtsanwalts Albert Mays (1818–1893) die Kunstsammlung des 1864 verstorbenen Charles de Graimberg (1774–1864). Diese wurde zunächst im Heidelberger Schloss ausgestellt. Im Jahr 1908, lange nach Bilabels Amtszeit als Oberbürgermeister, wurde sie in die Altstadt verlegt. Die Sammlung bildet den Grundstock des heutigen Kurpfälzischen Museums Heidelberg.
Im November 1875 erhielt das Areal um den zugeschütteten Winterhafen die Bezeichnung Bismarckplatz, heute der zentrale Platz Heidelbergs. Die Einwohnerzahl der Stadt stieg Ende 1875 auf 22.335 Einwohner. Am 7. Oktober 1877 wurde während Bilabels Amtszeit die zweite Neckarbrücke zwischen Heidelberg und Neuenheim eingeweiht.
Heinrich Bilabel blieb bis zum 15. Januar 1885 Oberbürgermeister der Stadt Heidelberg. An diesem Tag wurde Karl Wilckens (1851–1914) vom Bürgerausschuss zu seinem Nachfolger gewählt. Bilabel trat, zumindest in den vorhandenen Quellen, im weiteren Verlauf nicht mehr politisch in Erscheinung und starb am 23. Oktober 1913 in Heidelberg.